# Albert Ciamberlani
Albert Louis Alexandre Vincent Marie Ciamberlani, né à Bruxelles le 13 mai 1864 et mort à Uccle le 8 avril 1956 , est un artiste peintre de figures, peintre décorateur et dessinateur symboliste belge.

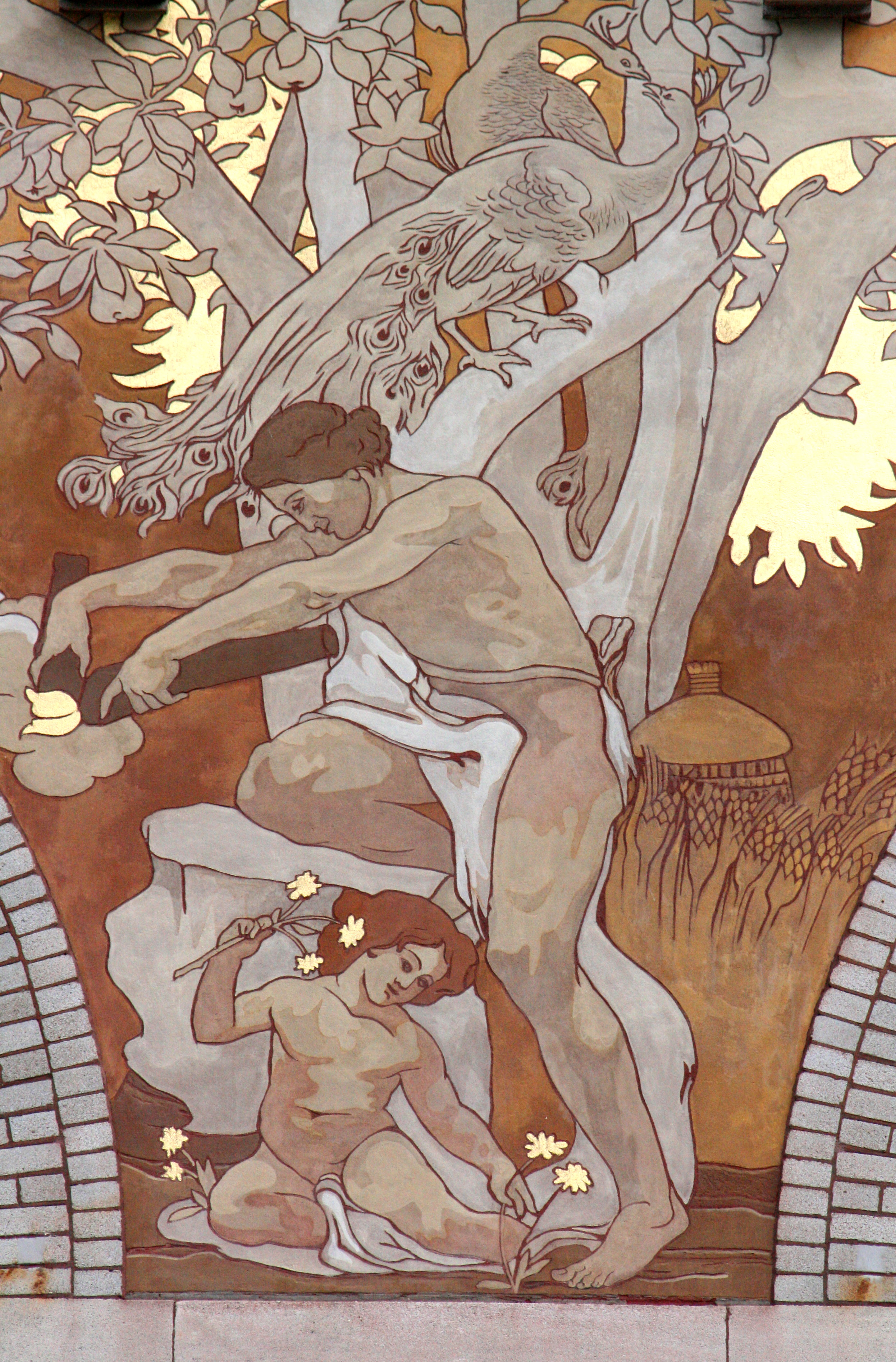
Détail de sgraffite du premier étage restauré de l'Hôtel Ciamberlani, rue Defacqz, 49 à Bruxelles.

## Biographie
Après avoir commencé à étudier le droit et avoir eu une première formation dans l'atelier de Jean-François Portaels et à l'Académie royale des beaux-arts de Bruxelles, il commence une carrière de peintre-décorateur, marqué par le symbolisme.
Il fait partie du cercle artistique idéaliste Pour l'Art ainsi que de L'Essor en 1887 où il débute avec "Perversité" (1887, loc. inc.). Il est enthousiasmé par les théories esthétiques de l'écrivain mystique Péladan, et est invité aux salons de la Rose-Croix. 
Il se fait connaître à une exposition au Champ-de-Mars à Paris par sa toile la Vie sereine.
Il devient professeur d'art monumental à l'institut supérieur des beaux-arts d'Anvers  de 1924 à 1935 et est membre fondateur de L'Art monumental, créé à l'initiative de Jean Delville, en décembre 1920. La société regroupe des peintres, architectes et sculpteurs. 

## Œuvres principales
Représentant du courant idéaliste, il pratique un art de la pensée (poésie arcadienne). Il réalise une importante œuvre monumentale. 
- la conception des sgraffites de l'Hôtel Ciamberlani, sa propre habitation
- Hall des minéraux de l'ancien Musée colonial, l'actuel Musée royal de l'Afrique centrale à Tervuren
- le hall de l'ancienne maison communale de Laeken
- les murs de la cage d'escalier de l'hôtel de ville de Saint-Gilles (Bruxelles) (1911-1924)
- les voûtes de l'escalier du palais de justice de Louvain (1926-1932)
- les murs de la salle d'audiences solennelles du Palais de Justice de Bruxelles (1948-1956)
- certaines mosaïques des galeries semi-circulaires des bâtiments du parc du Cinquantenaire à Bruxelles, il en a réalisé six sur le thème hommage aux héros : la souvenir, la douleur, le sacrifice